# 2061
2061 — 2061 рік нашої ери, 61 рік 3 тисячоліття, 61 рік XXI століття, 1 рік 7-го десятиліття XXI століття, 2 рік 2060-х років.

## Очікувані події
- 28 липня — Комета Галлея досягне свого перигелію — найближчої до Сонця точки. Останній раз ця подія відбулася 9 лютого 1986.

## Вигадані події
- Події роману 2061:Одіссея Три Артура Кларка відбуваються в 2061 році.
- Згідно з романам Марсіанської трилогії Кіма Робінсона, в 2061 році відбуваються перші марсіанська революція і Третя Світова війна на Землі.
- В епізоді «Стрибок Ріпа ван Вінкля» телесеріалу Сутінкова зона три з чотирьох золотих грабіжників прокинулися в 2061 році після столітнього стану анабіозу.